# Lata nasienne
Lata nasienne (ang. masting, mast seeding years) – lata zsynchronizowanej dla danego regionu obfitości nasion drzew lub krzewów. Zwykle zjawisko występuje co 1-8(10) lat w zależności od gatunku i może mieć charakter lokalny, regionalny lub kontynentalny.
Jedną z hipotez wyjaśniających występowanie lat nasiennych jest nasycenie zjadaczy nasion (niedobór pokarmu w postaci nasion ogranicza populację ich konsumentów; w przypadku obfitości nasion niewielka populacja nie jest w stanie zjeść ich wszystkich, co zwiększa szansę na wykiełkowanie).

## Synchronizacja
Przebieg synchronizacji wewnątrzgatunkowej wyjaśniany może być przez hipotezę o wpływie dostępności pierwiastków biofilnych na lata nasienne: "[...] gdy roślinom z danej populacji uda się nazbierać odpowiednią ilość energii – kwitną. By kwiaty mogły przekształcić się w owoce, potrzebny jest pyłek, który może zostać dostarczony przez współwystępujących w danej okolicy przedstawicieli tego samego gatunku. Jeśli pyłek jest dostępny, rośliny wydają kolejną porcję energii na owoce i w ten sposób kończą sezon z podobnym deficytem energetycznym. Będą go musiały więc razem odrabiać przez najbliższe kilka lat. W momencie, gdy znów osiągną odpowiedni poziom, proces się powtórzy. Wszystkie inne osobniki, które zakwitną w innym czasie niż populacja na danym terenie, nie wytworzą owoców. W związku z tym, pozostanie im wystarczająca ilość energii, by zakwitnąć kolejnego lata. Teoretycznie więc będą kwitnąć rok w rok, dopóki nie nastąpi synchronizacja z innymi roślinami".
Z kolei za synchronizację międzygatunkową może odpowiadać letnia pogoda (głównie temperatura i wilgotność) roku (lub dwóch) poprzedzającego rok nasienny (stanowi ona sygnał inicjujący rozwój generatywny – związany z wydaniem nasion) lub szybko wzrastająca liczba zapylaczy (o szerokim spektrum zapylanych gatunków) skorelowana z dużą liczbą dostępnych kwiatów.
Powyższe hipotezy nie wykluczają się wzajemnie, a "gatunki mogą być zarówno powiązane ze sobą przez pyłek, zapylaczy, jak i wykorzystywać pogodę jako wskazówkę do rozpoczęcia rozmnażania".
Ze względu na zmiany klimatu – przynajmniej u niektórych gatunków (np. buka zwyczajnego) zaburzona jest synchronizacja kwitnienia. Obserwuje się też coraz mniej lat spoczynkowych.
| Gatunek               | Lata nasienne |
| --------------------- | ------------- |
| Bez czarny            | 1-2           |
| Brzoza brodawkowata   | 1-2           |
| Buk zwyczajny         | 5-8(10)       |
| Czeremcha amerykańska | 1-2           |
| Dąb bezszypułkowy     | 5-8           |
| Dąb czerwony          | 2-3           |
| Dąb szypułkowy        | 3-8           |
| Dereń jadalny         | 1-2           |
| Głóg dwuszyjkowy      | 1-2           |
| Głóg jednoszyjkowy    | 1-2           |
| Grab pospolity        | 2-3           |
| Jesion wyniosły       | 2-3           |
| Jodła pospolita       | 3-4           |
| Klon jawor            | 1-2           |
| Leszczyna pospolita   | 1-2           |
| Lipa drobnolistna     | 1-2           |
| Lipa szerokolistna    | 1-2           |
| Modrzew europejski    | 2-4           |
| Kosodrzewina          | 2-3           |
| Sosna limba           | 4-8           |
| Sosna zwyczajna       | 3-4           |
| Świerk pospolity      | 3-5           |
| Topola osika          | 1-2           |
| Wiąz pospolity        | 1-2           |

## Korzyści dla roślin[3][5]
- zwiększenie szansy na zapylenie – dużo drzew lub krzewów tego samego gatunku kwitnie jednocześnie,
- zwiększenie szansy na wykiełkowanie – nie wszystkie nasiona zostają zjedzone,
- ograniczenie populacji konsumentów w latach ubogich w nasiona,
- odpoczynek od wydawania nasion pozwala zgromadzić więcej rezerw energetycznych – w latach nasiennych nasiona mogą być większe,
- ograniczenie wydatków energetycznych na wyprodukowanie dużych i ciężkich nasion – duże nasiona w dużą ilością składników odżywczych zwiększają szanse na wykiełkowanie,
- rozszerzenie zasięgu, ograniczenie konkurencji pomiędzy osobnikiem rodzicielskim a potomnym, ochrona nasion przed szkodliwymi czynnikami (np. wysuszenie, niska temperatura, promieniowanie UV) – konsumenci, zwykle niewielkie gryzonie, gromadzą zapasy nasion z dala od drzewa rodzicielskiego (często o korzystnym mikroklimacie), a w zimie często o nich zapominają lub jej nie przeżywają.